# 3 (lettre)
Pour les articles homonymes, voir 3 (homonymie).
3, appelé lettre trois, est une lettre utilisée l’écriture de l’arapaho. Elle a la même graphie que le chiffre 3.

## Utilisation
Le trois est utilisé en arapaho pour représenter la consonne fricative dentale sourde [θ] ou consonne fricative dentale voisée [ð].
La lettre thêta est plutôt utilisée en aaniih.

## Usage informatique
Le trois peut être représenté avec le caractère Unicode suivant (Commandes C0 et latin de base) :
- 3 : U+0033